# Lot 8 (Île-du-Prince-Édouard)
Lot 8 est un canton dans le comté de Prince, Île-du-Prince-Édouard, Canada. Il fait partie de la Paroisse Halifax. L'endroit est connu pour le phare de West Point au parc provincial Cedar Dunes dans West Point. De plus connu pour environ 55 gros moulins à vent, exploités par la compagnie française Suez Energy, qui est habitué à créer l'électricité pour vendre à la Nouvelle-Angleterre.
La population est surtout de descendance écossaise.

## Population
- 671 (recensement de 2001)[1]
- 668 (recensement de 2006)[1]
- 596 (recensement de 2011)[2]

## Communautés
Non-incorporé :
- Dunblane ;
- Glenwood.